# Francis Doublier
Francis Doublier est un opérateur français de cinéma, né à Lyon le 11 avril 1878 et décédé à Fort Lee, dans le New Jersey (États-Unis) le 2 avril 1948. Il fut l'un des premiers reporters du cinéma (avec Alexandre Promio, Félix Mesguich et Marius Chapuis).

## Biographie

### Débuts professionnels
Alors qu'il a douze ans, le père de Francis Doublier, Louis-Etienne Doublier, décède accidentellement, écrasé par une voiture à cheval et le garçon doit chercher du travail.
À la mort de leur père, Antoine Lumière embauche 4 des 5 enfants Doublier restés au foyer. Tout d'abord Philippine qui devient chef de service, et Jenny, employée aux bureaux, puis, à la fin de leur scolarité, Gabriel et Francis.
Francis entre comme apprenti aux Usines Lumière, où il nettoyait les cuves et rinçait les pots. C'est ainsi qu'il est entré dans les secrets du cinématographe, assistant Louis Lumière lors de ses premiers essais.
Ses patrons remarquent très vite son intelligence. Âgé de dix-sept ans, il participe à la séance cinématographique privée donnée le 22 mars 1895 par Louis Lumière à la Société d'encouragement pour l'industrie nationale située à Paris, puis assiste le chef mécanicien Charles Moisson et l'opérateur de projection Ducom lors de la première séance publique au Salon Indien du Grand Café le 28 décembre de la même année. Ils s'absentaient pendant les repas et c'est ainsi que Francis présenta "le maréchal-ferrant", "la partie de carte" et "la querelle des bébés" sur l'écran du salon indien.
Doublier fait également office de figurant dans les premiers films de Louis, notamment dans la célèbre sortie des Usines Lumière, où il passe deux fois sur son vélo devant la caméra.

## Le Grand Reporter
À la fin de l'année 1895, il est envoyé en Espagne où il filme des corridas. Fidèle aux recommandations de Louis Lumière, Francis Doublier ne se sépare jamais de sa caméra, la plaçant sous son oreiller lorsqu’il dort.
Doublier fut employé ensuite par Louis Lumière pour enrichir les programmes des salles de cinéma et fut envoyé à cet effet partout en Europe pour ramener ce que furent les premiers reportages vidéo. Il filma notamment le couronnement du Tsar Nicolas II le 26 mai 1896 à Moscou avec Charles Moisson. Ils furent, à cette occasion, mis en prison et se firent confisquer le matériel par les policiers à la suite d'incidents lors de la cérémonie. Le consul de France obtint assez rapidement leur élargissement mais les policiers ne rendirent le matériel que 6 mois plus tard. Or, Francis conservait une seconde caméra qui fonctionnait tout aussi bien. "Autant dire que je n'ai jamais cessé de tourner" placera-t-il.
Ainsi, il s'arrête dans toutes les villes de Russie où il y avait de l'électricité, de Sébastopol à Arkhangelsk et de Saint-Pétersbourg à Tiflis. Il développait ses rouleaux de pellicules dans les caves des hôtels et utilisait la vodka pour activer le séchage des films.
Il donne des séances à Nicolas II au palais d'hiver à Saint-Saint-Pétersbourg et dans sa résidence d'hiver à Yalta.
Il se rendit aussi à Bruxelles en 1896 où il ouvrit une salle de projection du cinématographe qu'il exploita lui-même, puis à Amsterdam où il fit de même. Il se rendit compte alors de la force hallucinatoire du cinématographe : Partout, le directeur prévenait les spectateurs avant de leur présenter pour la première fois des vues animées. Il les rassurait en attestant que les chevaux ne galoperaient pas follement sur leurs têtes et que la locomotive ne tomberait pas de l'écran pour les écraser dans la salle.
Francis Doublier est l'un des opérateurs qui voyagent le plus dans le monde entier pour collecter des images : il va à Sofia, Bucarest, Athènes, Constantinople, Le Caire, Bombay, Shanghai, Pékin, Yokohama, Munich, Berlin, Varsovie, Saint-Pétersbourg, où il est rejoint par Félix Mesguich, autre pionnier opérateur de Louis Lumière. "J'allais dans toutes les villes du monde où il y avait l'électricité".

### L'Amérique
De retour de ses longs voyages, Doublier est en France en 1900 et en profite pour filmer l'Exposition universelle.
Sur l'insistance de Louis Lumière, il part ensuite pour les États-Unis en 1902 et crée à Burlington, dans le Vermont, une fabrique de matériel photographique, filiale des usines Lumière.
Il passera le restant de sa vie en Amérique, n'abandonnant jamais le cinéma et travaillant notamment pour Alice Guy Blaché chez Solax à Fort Lee (New Jersey) de 1911 à 1916 comme directeur technique. Ensuite, il fut directeur technique de la filiale des laboratoires Éclair de Fort Lee, puis participa à la construction des studios Paragon et Éclipse. En 1919 Doublier est directeur général de Palissades-Films, puis passe chez Hériagraph Film Corp jusqu'en 1927.
En 1929 il fut directeur de recherches chez Eastman Kodak pour lancer un appareil bon marché destiné aux amateurs : le 16mm. 
Il termine sa carrière professionnelle chez Pathé à Bound Brock, surintendant de la "Major Films".
Tout au long de sa vie et jusqu'à son dernier jour il entretient une correspondance suivie avec les Lumière. Il réalise en 1945 un film documentaire sur les débuts du cinéma, intitulé Cinematics Beginnings.
Après sa mort, le 2 avril 1948, sa famille remet ses précieuses collections au musée de Eastman House à Rochester, à New-York.